# Lijst van Belgische adelsverheffingen 2011
Personen die in 2011 in de Belgische adel werden opgenomen of een adellijke titel verwierven.

## Baron
- Gerard Mortier (1943-2014), persoonlijke adel en de titel baron.